# Fusisporella bufonis
Fusisporella bufonis är en svampart som beskrevs av Speg. 1910. Fusisporella bufonis ingår i släktet Fusisporella, divisionen sporsäcksvampar och riket svampar.   Inga underarter finns listade i Catalogue of Life.